# Synnøve Solemdal
Synnøve Solemdal (15 maggio 1989) è un'ex biatleta norvegese.

## Biografia
In Coppa del Mondo ha esordito il 19 marzo 2009 a Trondheim (61ª), ha ottenuto il primo podio l'11 dicembre 2010 a Hochfilzen (3ª) e la prima vittoria esattamente un anno dopo, nella medesima località.
In carriera ha preso parte a due edizioni dei Giochi olimpici invernali, Soči 2014 (35ª nella sprint, 36ª nell'inseguimento) e Pyeongchang 2018 (50ª nella sprint, 41ª nell'inseguimento, 40ª nell'individuale), e a sei dei Campionati mondiali, vincendo sei medaglie.
Ha annunciato il ritiro al termine della stagione 2019-2020.

## Palmarès

### Mondiali
- 7 medaglie:
  - 6 ori (staffetta mista[2] a Ruhpolding 2012; staffetta[2], staffetta mista[2] a Nové Město na Moravě 2013; staffetta[2] a Oslo Holmenkollen 2016; staffetta[2] a Östersund 2019; staffetta[2] ad Anterselva 2020)
  - 1 bronzo (staffetta[2] a Ruhpolding 2012)

### Mondiali juniores
- 3 medaglie:
  - 1 argento (staffetta a Torsby 2010)
  - 2 bronzi (sprint, inseguimento a Torsby 2010)

### Coppa del Mondo
- Miglior piazzamento in classifica generale: 13ª nel 2012
- 20 podi (5 individuali, 15 a squadre), oltre a quelli ottenuti in sede iridata e validi anche ai fini della Coppa del Mondo:
  - 6 vittorie (2 individuali, 4 a squadre)
  - 9 secondi posti (2 individuali, 7 a squadre)
  - 5 terzi posti (1 individuale, 4 a squadre)

#### Coppa del Mondo - vittorie
| Data             | Località   | Nazione  | Specialità                                                                 |
| ---------------- | ---------- | -------- | -------------------------------------------------------------------------- |
| 11 dicembre 2011 | Hochfilzen | Austria  | RL (con Fanny Horn, Elise Ringen e Tora Berger)                            |
| 8 dicembre 2012  | Hochfilzen | Austria  | PU                                                                         |
| 9 dicembre 2012  | Hochfilzen | Austria  | RL (con Fanny Horn, Hilde Fenne e Tora Berger)                             |
| 9 gennaio 2013   | Ruhpolding | Germania | RL (con Hilde Fenne, Ann Kristin Flatland e Tora Berger)                   |
| 8 dicembre 2013  | Hochfilzen | Austria  | PU                                                                         |
| 11 gennaio 2020  | Oberhof    | Germania | RL (con Ingrid Landmark Tandrevold, Marte Olsbu Røiseland e Tiril Eckhoff) |

Legenda:

PU = inseguimento

RL = staffetta